# Stanisław Krzymowski

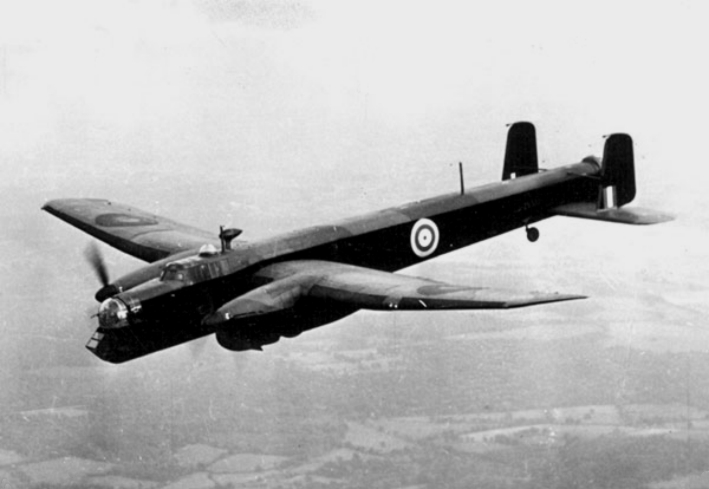
Bombowiec Armstrong Whitworth Whitley, taki, jakim zrzucono pierwszych cichociemnych do Polski

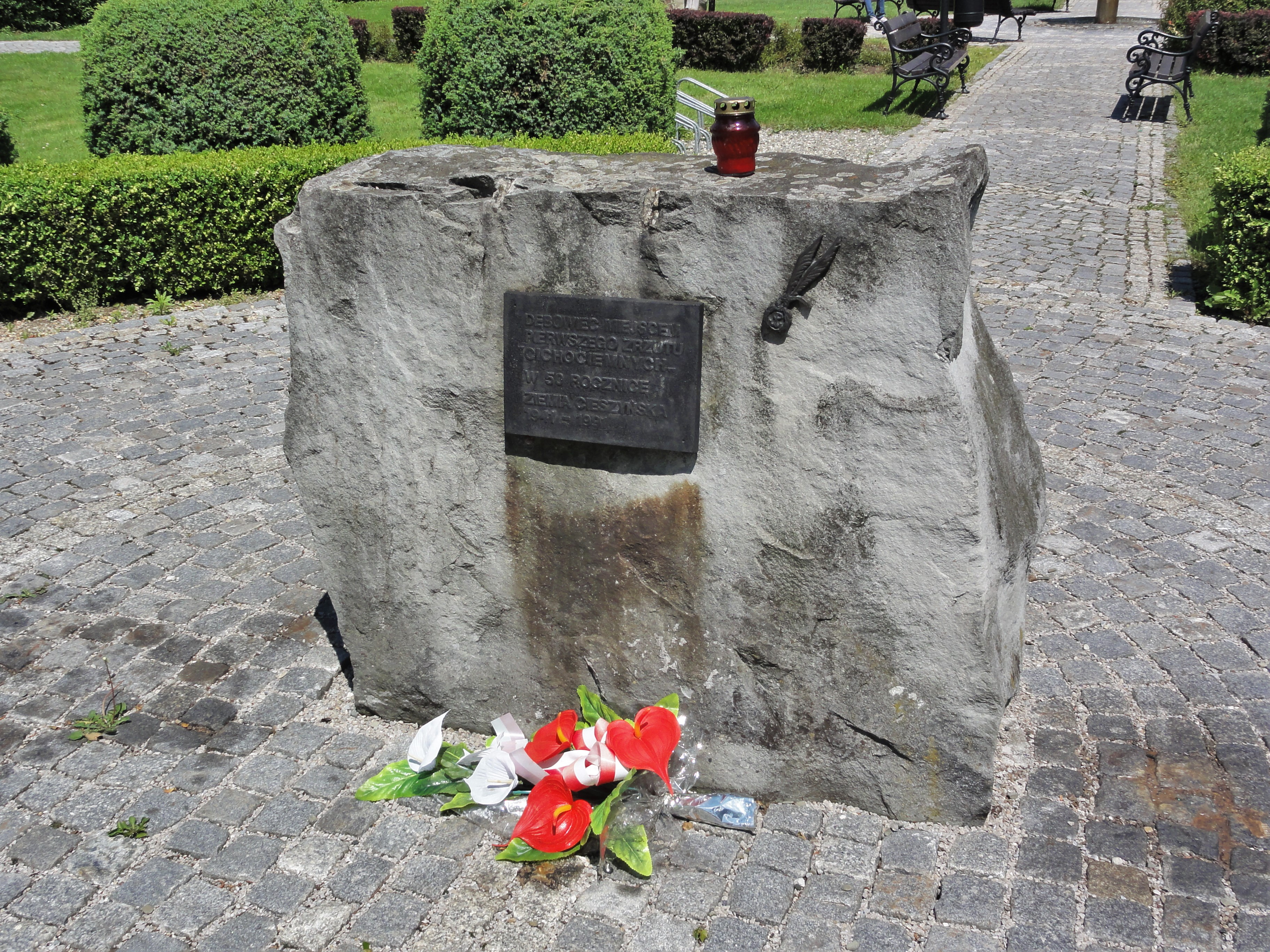
Pomnik cichociemnych w Dębowcu

Stanisław Kostka Krzymowski vel Karol Chudzicki vel Przedpełski vel Zaporski, ps.: Kostka, Stefan, Ikar, TW „Pegaz” (ur. 13 listopada 1899 w Wąwolnicy, zm. 7 sierpnia 1969 w Montrealu) – major pilot Polskich Sił Powietrznych w Wielkiej Brytanii, żołnierz Legionów Polskich, cichociemny.

## Życiorys
Urodził się w rodzinie Ludwika, pisarza gminnego, i Julii z domu Stagińskiej. Uczył się w Gimnazjum w Lublinie, jednak będąc piętnastolatkiem uciekł z domu i wstąpił do Legionów Polskich. W latach 1914–1917 walczył w 5 pułku piechoty Legionów Polskich, a od 1918 roku – ponownie ochotniczo – w 7 pułku ułanów lubelskich. W czasie wojny polsko-bolszewickiej został trzykrotnie odznaczony Krzyżem Walecznych.
28 maja 1923 roku, po ukończeniu pięciomiesięcznego Kursu Doszkolenia dla chorążych i podchorążych Kawalerii i Wojsk Taborowych w Gnieźnie oraz mianowaniu na podporucznika, został przydzielony z dniem 1 kwietnia 1923 roku do 27 pułk ułanów w Nieświeżu. W tym samym roku powrócił do macierzystego 7 pułku ułanów lubelskich w Mińsku Mazowieckim. 13 lutego 1925 prezydent RP awansował go z dniem 1 lutego 1925 na porucznika w korpusie oficerów kawalerii ze starszeństwem z dniem 1 stycznia 1925 i 2. lokatą.
W 1927 roku ukończył szkołę pilotów w Bydgoszczy. 11 czerwca 1927 roku został przeniesiony z korpusu oficerów kawalerii do korpusu oficerów lotnictwa i przydzielony do 4 pułku lotniczego w Toruniu. W latach 1933–1935 był dowódcą 43 eskadry towarzyszącej. 18 lutego 1939 roku został przeniesiony do 3 pułku lotniczego w Poznaniu. Od 1 marca do czerwca 1939 roku był dowódcą 33 eskadry towarzyszącej.
We wrześniu 1939 roku służył w eskadrze zapasowej 3 pułku lotniczego. Przekroczył granicę polsko-węgierską 30 września 1939 roku. W październiku znalazł się we Francji, gdzie został skierowany do Polskich Sił Powietrznych w Lyonie. W czerwcu 1940 roku dostał się do Wielkiej Brytanii, gdzie został przydzielony do Centrum Wyszkolenia Lotnictwa w Blackpool.
Po przeszkoleniu w zakresie współpracy z lotnikiem (odbiór zrzutów) został zaprzysiężony 13 grudnia 1940 roku w Oddziale VI Sztabu Naczelnego Wodza. Był cichociemnym, otrzymał Znak Spadochronowy nr 0001 i Bojowy Znak Spadochronowy – nr 1962 (odebrał je w Londynie dopiero w listopadzie 1946 roku). Zrzutu dokonano w nocy z 15 na 16 lutego 1941 roku w ramach operacji „Adolphus” dowodzonej przez kapitana (flight lieutenant) F. Keasta z 419 Eskadry RAF do specjalnych zadań. Placówką odbiorczą pierwszego zrzutu cichociemnych na terenie Polski (tzw. Ekipy 0) miał być punkt 7,5 km na południe od Włoszczowy (był to w ogóle pierwszy zrzut alianckich żołnierzy w okupowanej Europie). Samolot Armstrong Whitworth Whitley Z-6473 nie dotarł do celu. Dokonano „dzikiego zrzutu” na terenie wsi Dębowiec, ok. 10 km na północny wschód od Cieszyna, na terenie włączonym do Rzeszy. Skakali: „Kostka” (dowódca ekipy), Józef Zabielski „Żbik” i kurier MSW bombardier Czesław Raczkowski „Orkan”, „Włodek”. „Żbik” w trakcie skoku uszkodził staw skokowy. Kurier został zatrzymany na granicy, jednak wszystkim pojedynczo udało się dotrzeć do Warszawy.
Krzymowski zajął się organizacją odbiorów zrzutów. Od marca 1941 do czerwca 1944 roku służył na stanowisku kierownika referatu lotnictwa Wydziału Lotnictwa Oddziału III Operacyjnego Okręgu Radom-Kielce AK. 11 listopada 1941 roku otrzymał swój czwarty Krzyż Walecznych. W czerwcu 1944 roku został przekazany do dyspozycji KG AK w związku z prowadzonym przeciw niemu dochodzeniem karnym. Od października 1944 roku ponownie służył w referacie lotnictwa Inspektoratu Piotrków Trybunalski AK. Po reorganizacji struktur, od 29 października 1944 roku pracował jako referent lotnictwa i kierownik odbioru zrzutów w Podokręgu Piotrków. Od 7 stycznia 1945 pracował jako kierownik referatu ewakuacji materiałowej Komórki Przerzutów Powietrznych „Syrena” Wydziału Lotnictwa Komendy Głównej AK. Po rozwiązaniu Armii Krajowej (19 stycznia 1945 roku) pozostał w konspiracji.
W kwietniu 1945 roku został aresztowany przez NKWD w Łodzi. W sierpniu 1945 roku skazano go na 7 lat więzienia. Na mocy amnestii wyrok zmniejszono mu do 2 lat, a w grudniu 1945 roku jego wykonanie zawieszono na 2 lata. Został ponownie aresztowany w styczniu 1946 roku i osadzony w więzieniu w Kielcach, skąd zbiegł w kwietniu 1946 roku. W lipcu 1946 roku pod fałszywym nazwiskiem podjął pracę w Szczecinie, po czym przez zieloną granicę wyjechał do Wielkiej Brytanii, a następnie osiedlił się w Kanadzie. W Wielkiej Brytanii pracował w firmie Cyclomat Ltd., i w fabryce urządzeń radarowych i telewizyjnych. W Kanadzie pracował jako salowy w szpitalu i pracownik fizyczny w magazynie. Ukończył kurs pielęgniarski i prowadził pensjonat dla emerytów.
Krzysztof Tochman pisze, że z akt IPN wynika, że Krzymowski podjął po wojnie współpracę ze służbami specjalnymi Polski Ludowej.
Został pochowany na Cmentarzu Weteranów w Montrealu, w alei zasłużonych (Field of Honour) w Pointe-Claire przy 703 Donegani Ave (sektor P, kwatera a-6,P-7).
Stanisław Krzymowski był trzykrotnie żonaty: w 1928 roku ożenił się z Marią Chomenko (ur. 1911), z którą miał córkę Krystynę (ur. 1930, zm. 28 grudnia 2015). W 1952 roku ożenił się w Wielkiej Brytanii, a po raz trzeci – w Kanadzie z Marceliną Sokołow.

## Awanse
- podchorąży – styczeń 1921 roku
- podporucznik – ze starszeństwem z dniem 1 stycznia 1923 roku i 3. lokatą w korpusie oficerów jazdy
- porucznik – 13 lutego 1925 roku ze starszeństwem z dniem 1 stycznia 1925 roku i 2. lokatą w korpusie oficerów kawalerii[17]
- kapitan – 12 marca 1933 roku ze starszeństwem z dniem 1 stycznia 1933 roku i 38. lokatą w korpusie oficerów aeronautycznych[18] (w marcu 1939, w tym samym stopniu i starszeństwie, zajmował 8. lokatę w korpusie oficerów lotnictwa, grupa liniowa[19])
- major – ze starszeństwem z dniem 15 lutego 1941 roku.

## Ordery i odznaczenia
- Krzyż Walecznych (trzykrotnie) „za czyny męstwa i odwagi wykazane w bojach toczonych w latach 1918–1921”[19]
- Krzyż Walecznych „za czyny męstwa i odwagi wykazane w wojnie rozpoczętej 1 września 1939 roku”
- Złoty Krzyż Zasługi[19]
- Medal Niepodległości (15 czerwca 1932)[20][21][19]
- Srebrny Krzyż Zasługi (19 marca 1937)[22][19]
- Odznaka Pilota nr 1011[23]
- Znak Spadochronowy
- Medal za Odwagę w Sprawie Wolności (Wielka Brytania)
- Medal 10 Rocznicy Wojny Niepodległościowej (Łotwa)[24]

## Upamiętnienie
- Na cmentarzu w Wąwolnicy (miejscu urodzenia Krzymowskiego) znajduje się pomnik poświęcony weteranom II wojny światowej. Umieszczono na nim pamiątkowe tabliczki z nazwiskami Polaków, którzy walczyli o wolną Polskę, wśród nich tabliczka poświęcona Stanisławowi Krzymowskiemu[11].
- W centrum wsi Dębowiec w 1991 roku odsłonięto pomnik upamiętniający pierwszy skok cichociemnych w Polsce[10][25].
- Stanisław Krzymowski został wybrany na patrona Gimnazjum Publicznego w Wąwolnicy (pozostałymi kandydatami byli Jan Paweł II i Stefan Wyszyński[26]).
- 25 stycznia 2015r. zostało założone Wąwolnickie Stowarzyszenie Strzeleckie "STEN" im. cc. mjr. Stanisława Krzymowskiego ps. Kostka.